# 吉雄耕牛

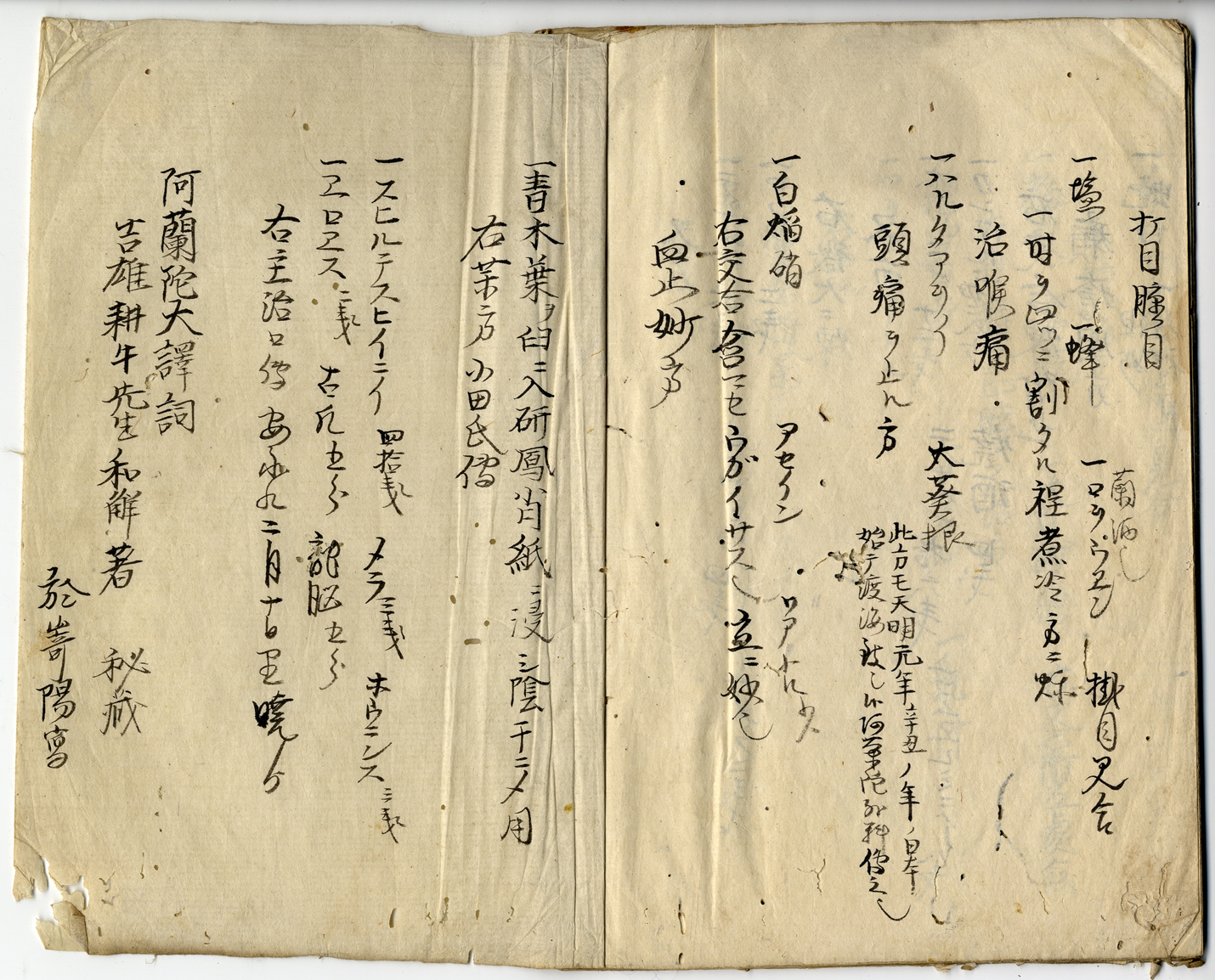
吉雄流写本「吉雄　外科聞書」

吉雄 耕牛（よしお こうぎゅう、享保9年（1724年） - 寛政12年8月16日（1800年10月4日））は、日本の江戸時代中期のオランダ語通詞（幕府公式通訳）、蘭方医。諱は永章、通称は定次郎、のち幸左衛門。幸作とも称する。号は耕牛のほか養浩斎など。父は吉雄藤三郎。吉雄家は代々オランダ通詞を務めた家系。

## 生涯
享保9年（1724年）、藤三郎の長男として長崎に出生。幼い頃からオランダ語を学び、元文2年（1737年）14歳のとき稽古通詞、寛保2年（1742年）には小通詞に進み、寛延元年（1748年）には25歳で大通詞となった。年番通詞、江戸番通詞（毎年のカピタン（オランダ商館長）の江戸参府に随行）をたびたび務めた。
通詞の仕事のかたわら、商館付の医師やオランダ語訳の外科書から外科医術を学ぶ。特にバウエル（G.R.Bauer）やツンベリー（C.P.Thunberg。スウェーデン人でリンネの高弟）とは親交を結び、当時日本で流行していた梅毒の治療法として水銀水療法を伝授され、実際の診療に応用した。
オランダ語、医術の他に天文学、地理学、本草学なども修め、また蘭学を志す者にそれを教授した。家塾である成秀館には、全国からの入門者があいつぎ、彼が創始した吉雄流紅毛外科は楢林鎮山の楢林流と双璧を為す紅毛外科（西洋医学）として広まった。吉雄邸の2階にはオランダから輸入された家具が配され「阿蘭陀坐敷」などと呼ばれたという。庭園にもオランダ渡りの動植物にあふれ、長崎の名所となった。同邸では西洋暦の正月に行われる、いわゆる「オランダ正月」の宴も催された。
吉雄邸を訪れ、あるいは成秀館に学んだ蘭学者・医師は数多く、青木昆陽・野呂元丈・大槻玄沢・三浦梅園・平賀源内・林子平・司馬江漢・合田求吾・永富独嘯庵・亀井南冥など当時一流の蘭学者は軒並み耕牛と交わり、多くの知識を学んでいる。大槻玄沢によれば門人は600余を数えたという。中でも前野良沢・杉田玄白らとの交流は深く、2人が携わった『解体新書』に耕牛は序文を寄せ、両者の功労を賞賛している。また江戸に戻った玄沢は、自らの私塾芝蘭堂で江戸オランダ正月を開催した。若くして優れた才覚を発揮していたため、上記に記している青木昆陽・野呂元丈・三浦梅園・合田求吾・前野良沢など、自身よりも年上の弟子が何人も存在する。
寛政2年（1790年）、樟脳の輸出に関わる誤訳事件に連座し、蘭語通詞目付の役職を召し上げられ、5年間の蟄居処分を申し渡されたが、復帰後は同8年（1796年）蛮学指南役を命じられた。
寛政12年（1800年）に平戸町（現在の長崎市江戸町の一部）の自邸で病没。享年77。法名は閑田耕牛。
訳書には『和蘭（紅毛）流膏薬方』、『正骨要訣』、『布斂吉黴瘡篇』、『因液発備』（耕牛の口述を没後に刊行。のちに江馬蘭斎が『五液診方』として別に訳出）など。名古屋市博物館には荒木如元筆の「吉雄耕牛像」が所蔵されている。
通訳・医術の分野でともに優れた耕牛であったが、子息のうち医術は永久が、通詞は権之助（六二郎）がそれぞれ受け継いだ。権之助の門人に高野長英らがいる。
大正4年（1915年）、正五位を追贈された。

## 吉雄耕牛を演じた人物
- 小日向文世 - 『風雲児たち〜蘭学革命篇〜』（2018年）
- 飯田基祐 - 『大奥 Season2』（2023年）

## 関連文献
- 片桐一男　『江戸の蘭方医学事始　阿蘭陀通詞・吉雄幸左衛門耕牛』丸善ライブラリー、2000年
- 勝盛典子　「吉雄耕牛－豪邁にして名声高きオランダ通詞・蘭方医」、『九州の蘭学─越境と交流』、94-101頁。
　ヴォルフガング・ミヒェル・鳥井裕美子・川嶌眞人共編、思文閣出版、京都、2009年。（ISBN 978-4-7842-1410-5）